# Роберт Бејлс
Роберт Бејлс (енгл. Robert Bales; Норвуд, 30. јун 1973) је некадашњи амерички војник и ратни злочинац. Терети се да је током мисије у Авганистану убио 16 држављана те земље у марту 2012. године. Роберт је три пута био у Ираку, а после је прекомандован у Авганистан. После убиства, ухапшен је и смештен у најчуванији затвор у САД у Савезној држави Канзас. Роберт важи за ратног ветерана и отац је двоје деце. Повод његовог злочина је то што је био жртва посттрауматског стресног поремећаја. Председник Авганистана Хамид Карзај је тада оптужио САД да избегавају сарадњу око случаја убиства. САД су тражиле смртну казну за Бејлса. Роберт је 23. августа 2013. осуђен на доживотни затвор без права на помиловање.